# Tidigmoderna tiden

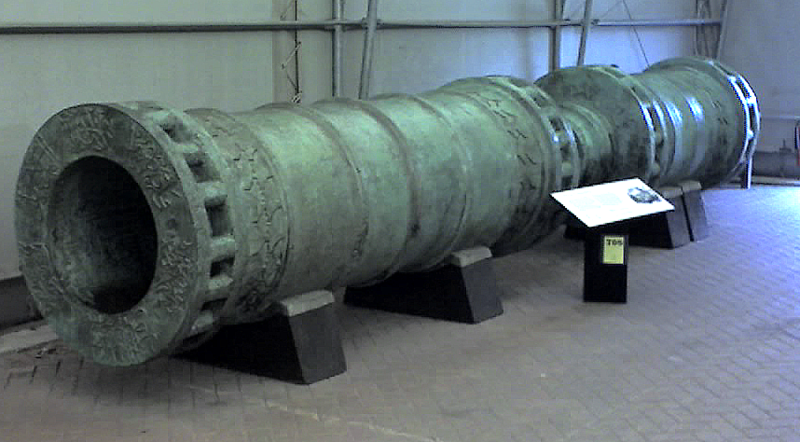
Kanoner avgjorde många krig. Dessa kanoner användes vid Konstantinopels fall, som brukar markera den tidigmoderna tidens början.

Tryckerier gjorde det möjligt att sprida information till en stor publik.

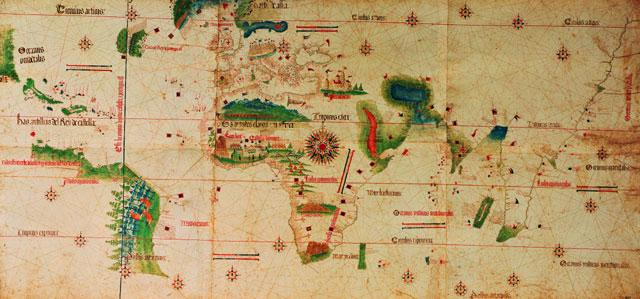
Cantino-kartan från 1502 vittnar om att européerna funnit vägen till Amerika och Östasien.

Tidigmodern tid eller tidigmoderna perioden är den epok i Europas historia som sträcker sig från medeltidens slut (i Norden cirka år 1500) till den franska revolutionen 1789. Den utgör alltså början på nya tiden. Begreppet kom i bruk i Sverige i början av 1990-talet och är en direktöversättning av engelskans early modern period. Perioden kännetecknas av en rad politiska, ekonomiska, sociala, religiösa och kulturella processer som bidrar till att perioden ur många olika aspekter skiljer sig från medeltiden.
Saker som kom att förändras:
- Européernas geografiska upptäckter och kolonialism.
- Renässansen – nyheter inom konst, litteratur och vetenskap.
- Reformationen – den katolska kyrkan delas.
- Kungarnas makt ökar.
- Stora krig med krutvapen.
- Adelsmännen blir allt rikare.
- "Skräckens århundrade"[förtydliga] – häxprocesser, pestepidemier, lilla istiden.
- Teknikutveckling – skeppsbyggnad och boktryckarkonst.
- Upplysningen, en rationalistisk världsbild baserad på

förnuftet och vetenskapen.

## Översikt

### Världsbilden förändras
Under större delen av medeltiden var européernas världsbild begränsad både religiöst och geografiskt. Man visste till exempel att jorden var rund (se platt jord), men den katolska kyrkan lärde fortfarande ut att jorden var i universums centrum, och att alla planeter kretsade kring människan. Geografiskt kände man till Asien, men inte den amerikanska kontinenten. När européerna gav sig ut på upptäcktsresorna i slutet av 1400-talet skedde det utifrån förutsättningen att man kunde ta sig till Indien, som man tidigare kände till, genom att segla västerut. Den geografiska världsbilden kom således att ändras under den tidigmoderna perioden. 
Det gjorde även den religiösa världsbilden, även om ingen radikal förändring skedde gentemot den medeltida perioden så dök det upp personer som ifrågasatte den världsbild som kyrkan målade upp. Några av dessa var astronomer så som Nicolaus Copernicus och Galileo Galilei. De stod för den s.k. naturvetenskapliga revolutionen och använde sig av helt andra metoder än tidigare för att bevisa sina ståndpunkter. Galileo visade med hjälp av observationer att jorden cirkulerade runt solen, och inte tvärtom. Det visade sig då att den katolska kyrkan haft fel. Detta innebar inte någon omedelbar revolution, men satte igång en process som utmynnar under upplysningen i form av vetenskapens framsteg gentemot de religiösa föreställningar som varit dominerande sedan antiken och medeltidens dagar.

### Statsmakten konsolideras
Under 1500-talet förde spanjorerna in betydande mängder av ädelmetaller från sina amerikanska besittningar till Europa. Vid samma tid upptäcktes stora silverfyndigheter i Böhmen. Det resulterade i en omfattande mynttillverkning. Europas furstar kunde överge det instabila feodalsystemet, betala egna legosoldater och därmed öka sin makt. Reformatorerna som gick till hårt angrepp mot katolska kyrkan, väckte intresse hos de nya starka och ofta brutala makthavarna. Här erbjöds en möjlighet att få styra sina länder utan påvekyrkans inblandning. Machiavellis bok ”Fursten”, som utkom 1513 och spreds med lätthet tack vare Gutenbergs uppfinningar, legitimerade furstarnas hänsynslöshet. 
Denna tid präglades av social disciplinering och konfessionalisering. Samtidigt med de politiska och religiösa förändringarna skedde utomordentliga framsteg inom konsten: ingående studier av den nakna människokroppen och fulländandet av perspektivet gav resultat av utomordentliga bilder och skulpturer. Den antika konsten beundrades och efterliknades.